# Skovlunde
Skovlunde er en bydel i Storkøbenhavn, beliggende mellem Herlev og Ballerup i Ballerup Kommune. Kommunen har 52.939 indbyggere  (2025). Oprindeligt var den en gammel landsby, hvis kerne i dag ligger i området ved/omkring Gammel Skovlundevej syd for Ballerup Boulevard.
Skriftlige kilder nævner Skowerlunde første gang i 1249.
Efter S-togets 'ankomst' umiddelbart nord for landsbyen i 1949, og dermed anlæggelsen af Skovlunde Station, udviklede bydelen sig mest omkring stationen og endda nord for banen. I dag er Skovlunde en station på Frederikssundbanen
Umiddelbart vest for landsbyen lå Skovlunde Flyveplads fra 1946 til 1980, der var en lille flyveplads med nogle få privatfly. Den blev lukket pga. for mange klager fra de opvoksende villakvarterer i området.
I Skovlunde Sogn ligger Skovlunde Kirke, som er bygget i 1972. Skovlunde Sogn blev udskilt fra Ballerup Sogn 1. august 1961. Tidligere gik der en kirkesti fra Skovlunde til Ballerup Kirke i Ballerup Centrum.

## Historie
Skovlunde er en udflytterby opstået engang i middelalderen med beliggenhed på sit nuværende sted.
Første omtale i skriftligt materiale er i et gavebrev til abbeden ved Æbelholt Kloster 11. november 1249, hvor en bonde overgiver sine to gårde med jorder til kirken som “bod for forfædres, kones og egen sjæl”.

### Landsbyen
Skovlunde landsby havde i 1682 15 gårde og 7 huse uden jord. Det samlede dyrkede areal udgjorde 642,6 tønder land skyldsat til 169,32 tønder hartkorn. Dyrkningsformen var trevangsbrug.

### Stationsbyen
I 1879 anlagdes jernbanen fra København til Frederikssund forbi Skovlunde. Med anlæggelsen af jernbanen og en bedre Frederikssundsvej fik man udvidet kontakten til omverdenen. Nu kunne man med tog levere daglige landbrugsvarer og mælkeprodukter til københavnerne, og den daglige postforbindelse og telefonen var medvirkende til begyndende forandringer i Skovlunde fra starten af 1900-tallet.
I første halvdel af 1900-tallet voksede Skovlunde kun langsomt: i 1925 havde Skovlunde Villaby 267 indbyggere, i 1930 389 indbyggere fordelt på 88 husstande, i 1935 607 indbyggere fordelt på 149 husstande, i 1940 271 indbyggere fordelt på 81 husstande.
I 1930 havde Skovlunde 389 indbyggere, hvoraf 159 levede af landbrug, 110 af håndværk og industri, 34 af handel, 34 af transport, 14 af immateriel virksomhed, 15 af husgerning, 21 var ude af erhverv og 2 havde ikke oplyst næringsvej.

### Byudviklingsplanlægning
Den fremadskridende byudvikling i tilknytning til hovedstaden fik også betydning for byplanlægningen. Da den såkaldte "Fingerplan" - Skitseforslag til Egnsplan for Storkøbenhavn - blev offentliggjort i 1947 med sit forslag om at samle den fremtidige byudvikling i hovedstadsområdet langs banelinjer, blev det også forudsat, at Ballerup på længere sigt ville forblive en satellitby, mens Skovlunde ville vokse til at udgøre et sammenhængende forstadsområde sammen med Herlev. Fingerplanen førte til vedtagelse af Byreguleringsloven i 1949, som forudsatte nedsættelse af et byudviklingsudvalg for Københavns-egnen til planlægning af den fremtidige byudvikling i Hovedstadsområdet i form af en såkaldt byudviklingsplan.
Den 6. oktober 1949 nedsattes et byudviklingsudvalg for Københavns-egnen, som den 2. maj 1951 offentliggjorde "Betænkning vedrørende Partiel Byudviklingsplan nr. 2 for Københavns-egnens byudviklingsområde". Da Skovlunde havde station på jernbanen, regnedes byen som et af de steder, der trafikmæssigt var hensigtsmæssigt for byudvikling, og under indtryk af, at området var byggemodnet i form af kloakering, og at byudviklingen forudsattes ikke at være i konflikt med frednings- og friluftsinteresser, blev udpeget byudviklingsområder i tilknytning til byen syd og nord for jernbanen lagt i mellemzone, det vil sige skulle kunne inddrages til bebyggelse på længere sigt. Det var forudsat, at Skovlunde fortsat skulle udgøre et særskilt byområde.
Således gik det ikke. I de følgende år skete der en dispensation for byggeri på området beliggende mellem Ballerup og Skovlunde, hvorved de to byområder ville vokse sammen. Den oprindelige byudviklingsplan blev senere opdateret med "Betænkning vedrørende Partiel Byudviklingsplan nr. 6 for Københavns-egnens byudviklingsområde" fra 1965, som for Skovlundes vedkommende forudsatte en kraftig udbygning af både nord og syd for jernbane og landevej og sammenvoksning med Ballerup mod vest. Det blev forudset, at der skulle udlægges et aflangt parkareal til rekreationsformål langs bebyggelsens sydside samt mellem Ballerup og Måløv. I planen indgik både områder til boliger og til industri.
Allerede omkring 1960 fremstod Skovlunde som en integreret forstad til København med karakter af soveby. Syd for banen lå den gamle landsby, men mellem denne og jernbanen var udbygget et område med etagehuse, syd for landsbyen lå et stort kolonihaveområde og øst for dette en-familieboliger. Også nord for jernbanen lå et omfattende villakvarter, og mod nordvest var udlagt et område til industrigrunde. Byen havde fået S-baneforbindelse.
I 1945 havde Skovlunde 306 indbyggere fordelt på 88 husstande, i 1950 416 indbyggere fordelt på 126 husstande, i 1955 1.006 indbyggere fordelt på 332 husstande (og Skovlunde by 697 indbyggere fordelt på 232 husstande), i 1960 1.816 indbyggere (samt 3.562 i Skovlunde by) mens Skovlunde Sogn i 1965 havde 14.857 indbyggere fordelt på 4.642 husstande.
Skovlundes voksende inddragelse i Hovedstadens udvikling afspejles i udviklingen i pendling fra Ballerup-Måløv Kommune til København: i 1948 1.200 pendlere svarende til 36,1% af de beskæftigede, i 1957 3.567 pendlere svarende til 43,2% af de beskæftigede.

### Ballerupplanen
Byudviklingsplanerne blev fulgt op med et omfattende byggeri.
I årene 1962-1965 gennemførtes "Ballerup-planen". Denne bestod af tre adskilte bebyggelsesområder, hvoraf et i Ballerup og to i Skovlunde, med i alt ca. 1.700 lejligheder fordelt på etagebebyggelser i 3-4 etager opførte som elementbyggeri med bygningerne placerede retvinklet i forhold til hinanden.

## Grønne områder
Harrestrup ådal og Ejbymose er de to mest interessante naturområder i Skovlunde.

## Infrastruktur

### S-tog
Fra Skovlunde Station går Linje C toget hvert 10. minut i dagstimerne (06-00) og to gange i timen i nattetimerne fredag og lørdag nat (00-06). Fra Skovlunde Station kan man nå Vanløse Station på 10 minutter, Københavns Hovedbanegård på 24 minutter og Nørreport Station på 28 minutter. Udnytter man Københavns Metro fra Vanløse Station kan man nå Nørreport Station på 19 minutter (ventetiden fraregnet).

### Busser
Fra Skovlunde Station kan du tage linje 142 mod Flintholm Station med en transporttid på 33 minutter. For at komme rundt i Skovlunde kører linje 145.

### I bil
Fra Skovlunde Station er der 2,3 km til Motorring 4, 8 km til Frederikssundmotorvejen og 6,7 km til Hillerødmotorvejen. Du kan dermed nå Roskilde på 20 minutter, Køge på 30 minutter, Hillerød på 35 minutter, Helsingør på 40 minutter og Næstved på 55 minutter. I Skovlunde er man tilknyttet Herlev Hospital som kan nås på 10 minutter.

## Kendte personer med tilknytning til Skovlunde
- Mogens Fog
  - Læge, politiker og befrielsesregeringens minister for særlige anliggender
  - Boede i Skovlunde under besættelsen[30]
- Jesper Würtzen
  - Socialdemokratisk politiker og borgmester i Ballerup Kommune
  - Bosiddende i Skovlunde[31]
- Thomas Holbech Anker
  - Tidligere elitehåndboldspiller, gymnasielærer og folketingskandidat for Alternativet
  - Bosiddende i Skovlunde[32]
- Keld Heick, Hilda Heick og Annette Heick
  - Entertainerfamilie
  - Boede i Skovlunde[33]
- Nicolai Jørgensen
  - Professionel fodboldspiller
  - Spillet i Skovlunde IF (SIF er nu en del af BSF)[34]
- Nicolai Boilesen
  - Professionel fodboldspiller
  - Spillet i Skovlunde IF (SIF er nu en del af BSF)[35]
- Kim Vilfort
  - Tidligere professionel fodboldspiller
  - Opvokset i Skovlunde og spillet i Skovlunde IF (SIF er nu en del af BSF)[36]
- Dennis Sørensen
  - Tidligere professionel fodboldspiller
  - Opvokset i Skovlunde og spillet i Skovlunde IF (SIF er nu en del af BSF)[37][38]
- Chris Anker Sørensen
  - Tidligere professionel cykelrytter
  - Bosiddende i Skovlunde[39]
- Jens Veggerby
  - Tidligere professionel cykelrytter
  - Født og opvokset i Skovlunde[40]
- Ditte Hansen
  - Skuespiller
  - Født og opvokset i Skovlunde[41]
- Mickey Pless
  - Pianist, kapelmester og komponist. Derudover revydirektør for Nykøbing F. Revyen
  - Født og opvokset i Skovlunde[42]
- Knud Enggaard
  - Tidligere dansk Venstre-politiker og indenrigs-, energi-, økonomi- og forsvarsminister samt minister for nordisk samarbejde
  - Bosiddende i Skovlunde[43]
- Niels Lyngsø
  - Forfatter, lyriker og oversætter
  - Opvokset i Skovlunde[44]
- Ken Vedsegaard
  - Skuespiller og instruktør, medvirket i bl.a. Krøniken, TAXA, Forbrydelsen II, Strisser på Samsø og Rejseholdet
  - Opvokset i Skovlunde[45]
- Morian Hansen
  - Speedwaykører og pilot
  - Anlagde Skovlunde Flyveplads[46]
- Jan Harkamp
  - Sportsvært og tidligere bordtennisspiller
  - Opvokset i Skovlunde[47]
- Allan Tschicaja
  - Tidligere trommeslager i Pretty Maids[48]
  - Født og opvokset i Skovlunde[49]
- Rollo & King
  - Poprock-duo bestående af de tidligere skolelærere; Søren Poppe og Stefan Nielsen
  - Læste begge til lærer i Skovlunde[50]
- Erik Norman Svendsen
  - Kongelig konfessionarius og biskop over Københavns Stift fra 1992 til 2009
  - Sognepræst i Skovlunde Kirke fra 1973 til 1979[51]
- Knud Lynge
  - Tidligere professionel cykelrytter
  - Født i Skovlunde[52]
- Helge Nielsen
  - Nu afdød politiker (Socialdemokratiet) og indenrigs- og miljøminister
  - Boede i Skovlunde[53]
- Thomas Just Jacobsen
  - Trommeslager, bl.a. i Klaus & Servants
  - Bor i Skovlunde[54]
- Joakim Ingversen
  - TV-vært og skuespiller
  - Opvokset i Skovlunde[55]
- Simon Ankjærgaard
  - Journalist, forfatter og formidler
  - Opvokset i Skovlunde[56]
- Maria Helleberg
  - Forfatter
  - Boede i Skovlunde[57]
- Niels Johansen
  - Præst og forfatter
  - Præst i Skovlunde Kirke fra 1980 til 2009[58]
- Kirsten Hermansen
  - Sopran
  - Boede i Skovlunde og bisat fra Skovlunde Kirke[59][60]

## Skovlunde i underholdningsindustrien
- Karmaboy, børnebog om superhelten fra Skovlunde skrevet af den danske skuespiller, tv-vært og forfatter Jacob Riising[61]
- The Rain, internet tv-serie på Netflix. Skovlunde Center Nord er brugt i sammenlagt 8 minutter og 31 sekunder fordelt over fire scener i sæson 2 afsnit 4.[62]
- Ulven kommer, DR søndagsserie. Optagelser i en ejendom på Brandsbyvej. Serien havde premiere på DR1 efteråret 2020.[63][64]